# Michał Marcinkiewicz
Michał Piotr Marcinkiewicz (ur. 26 lutego 1984 w Szczecinie) – polski polityk, poseł na Sejm VI kadencji.

## Życiorys
Ukończył studia na Wydziale Nauk Ekonomicznych i Zarządzania Uniwersytetu Szczecińskiego.
Był asystentem posła do PE Zdzisława Chmielewskiego, a także współpracownikiem Sławomira Nitrasa. Wstąpił do Platformy Obywatelskiej, z listy której w wyborach samorządowych w 2006 został wybrany na radnego Szczecina; funkcję tę pełnił do 2007. W wyborach parlamentarnych w tym samym roku, kandydując w okręgu szczecińskim, zdobył 22 073 głosy, uzyskując mandat poselski. Został też prezesem drużyny siatkarskiej Morze Bałtyk Szczecin i działaczem Stowarzyszenia „Młodzi Demokraci”. W 2011 nie ubiegał się o reelekcję do Sejmu (został skreślony z listy kandydatów PO). W 2012 został konsulem RP w Helsinkach. W 2014 objął stanowisko szefa gabinetu politycznego ministra spraw zagranicznych Radosława Sikorskiego. Następnie został zatrudniony jako dyrektor jego gabinetu jako marszałka Sejmu.
Przed pierwszymi oraz drugimi wyborami prezydenckimi w 2020 był członkiem sztabów kandydatów KO na prezydenta RP (Małgorzaty Kidawy-Błońskiej i Rafała Trzaskowskiego). Został później organizatorem wydarzenia Campus Polska Przyszłości. Był również jednym z fundatorów Fundacji Campus Polska. W 2021 objął stanowisko prezesa warszawskiej spółki miejskiej Warexpo. Przed wyborami prezydenckimi w 2025 ponownie wszedł w skład sztabu wyborczego Rafała Trzaskowskiego.